# Co Adriaanse
Jacobus „Co” Adriaanse (ur. 21 lipca 1947 w Amsterdamie) – holenderski piłkarz i trener piłkarski.

## Kariera piłkarska
Adriaanse przez sześć lat występował w Volewijckers (1964–1970). Potem na kolejne sześć lat przeniósł się do FC Utrecht. W wieku 29 lat postanowił zakończyć karierę.

## Kariera trenerska

### Początki
Profesjonalną karierę trenerską rozpoczął w PEC Zwolle. Po sześciu latach przeniósł się do FC Den Haag. Wkrótce podpisał umowę z Ajaxem, gdzie został trenerem młodzieży.

### Willem II
Z klubem związał się w 1997 roku. Z przeciętnej drużyny stworzył zespół, który liczył się w walce o mistrzostwo kraju. W sezonie 1999/2000 ekipa Adriaanse awansowała do Ligi Mistrzów. Pracując przez trzy lata w tym zespole, zyskał opinię jednego z najlepszych holenderskich szkoleniowców.

### Ajax
Klub z Amsterdamu objął w 2000 roku. Nie zdobył z drużyną żadnego trofeum i zaledwie po roku pracy został zwolniony. Jego następca, Ronald Koeman zmienił oblicze zespołu i zwyciężył z klubem w Eredivisie.

### AZ Alkmaar
Do AZ przeszedł w listopadzie 2002 roku. Podobnie jak z Willem II, z przeciętnego zespołu zrobił czołową ekipę ligi. W 2005 roku AZ dotarło do półfinału Pucharu UEFA.

### FC Porto
24 maja 2005 roku został szkoleniowcem portugalskiego FC Porto. W pierwszym sezonie zwyciężył z drużyną w lidze i zdobył Puchar Portugalii.

### Metalurg Donieck
9 sierpnia 2006 roku zrezygnował z pracy w Portugalii i przeniósł się na Ukrainę, gdzie został trenerem Metalurga Donieck. 17 maja 2007 roku zrezygnował ze stanowiska.

### Al-Sadd
27 sierpnia 2007 roku został trenerem arabskiego Al-Sadd. 28 stycznia 2008 zrezygnował ze stanowiska.

### Red Bull Salzburg
13 marca 2008 podpisał kontrakt z austriackim Red Bullem Salzburg, z którym został wicemistrzem Austrii. Na tym stanowisku zastąpił Włocha Giovanniego Trapattoniego.